# 12516 Karenyoung
12516 Karenyoung este o planetă minoră (asteroid), cu un diametru de 2,89 km, din centura de asteroizi. A fost descoperită pe 20 aprilie 1998 la Magdalena Ridge Observatory⁠(d) de Lincoln Near-Earth Asteroid Research. 
Obiectul prezintă o orbită caracterizată de o semiaxă mare de 2,1937116 UAi, o excentricitate de 0,08, o înclinație de 4,88693 ° în raport cu ecliptica.